# Maxudea
Maxudea is een geslacht van halfvleugeligen uit de familie Machaerotidae. De wetenschappelijke naam van dit geslacht is voor het eerst geldig gepubliceerd in 1907 door Schmidt.

## Soorten
Het geslacht Maxudea  is monotypisch en omvat slechts de volgende soort:
- Maxudea crassiventris Schmidt, 1907